# نووا آیبیریا (لوئیزیانا)
نووا آیبیریا (به انگلیسی: Nueva Iberia) شهری در ایالت لوئیزیانا کشور ایالات متحده آمریکا است که جمعیت آن در سرشماری سال ۲۰۱۰ میلادی، ۳۰٬۶۱۷ نفر بوده‌است.